# Michał Bobrzyński
Michał Hieronim Bobrzyński (30. září 1849 Krakov – 3. července 1935 Łopuchówko) byl rakousko-uherský, respektive předlitavský historik, státní úředník a politik polského původu z Haliče, v letech 1908–1914 místodržící Haliče, v letech 1916–1917 ministr pro haličské záležitosti.

## Biografie
Vystudoval na Jagellonské univerzitě v Krakově. V roce 1876 získal titul profesora a vyučoval německé a staropolské právo na univerzitách v Krakově a Lvově.
Ve volbách do Říšské rady roku 1885 získal mandát v Říšské radě (celostátní zákonodárný sbor), kde reprezentoval velkostatkářskou kurii v Haliči. Rezignaci na poslanecký mandát oznámil na schůzi 4. prosince 1890.
Zasedal rovněž potom na haličském zemském sněmu. Byl předákem konzervativců a členem Polského klubu. Vrátil se i na Říšskou radu, kam nastoupil 17. listopadu 1903 po doplňovací volbě poté, co rezignoval poslanec Hermann Czecz-Lindenwald. V květnu 1906 se uvádí jako jeden z členů poslaneckého Polského klubu na Říšské radě. Uspěl i ve volbách do Říšské rady roku 1907, konaných poprvé podle všeobecného a rovného volebního práva. Byl zvolen za obvod Halič 23. Na mandát rezignoval v roce 1908 kvůli svému jmenování místodržícím. Rezignace byla oznámena na schůzi 5. května 1908. V doplňovací volbě pak místo něj do parlamentu usedl Antoni Górski.
V období let 1908–1914 zastával post místodržícího Haliče. Patřil mezi takzvané stańczyky (konzervativní politický proud ze západní Haliče, po roce 1907 Strana národní pravice). V době, kdy zastával místodržitelský post, proti němu kriticky vystupovali tzv. podolacy, tedy konzervativní Poláci z východní Haliče.
Za druhé vlády Ernesta von Koerbera se stal ministrem pro haličské záležitosti. Post si udržel i v následující vládě Heinricha Clam-Martinice. Funkci zastával od 31. října 1916 do 22. června 1917.